# InPho
InPho（いんふぉ）は、哲学分野の概念に対して、階層構造を与えて整理したリンク集。哲学上の様々な概念に対し、その分類上の位置を明確にした上で、スタンフォード哲学百科事典および哲学専門検索サイトNoesisそして学術論文検索サイトのグーグル・スカラー、英語版ウィキペディアに対するリンクを提供している。
サイト名のInPhoは インディアナ・哲学オントロジープロジェクト（Indiana Philosophy Ontology Project）の頭文字を取ったもの。

## オントロジーとは
当サイトの名称の一部として使われている「オントロジー」という言葉は、何が存在するか、存在するとはどういうことか、といった問題を扱う存在論の意味ではなく、コンピューターサイエンス分野の用法で用いられている。つまりある領域に属する概念集合に対して、それぞれの概念をただ単一で示すのではなく、それらの間にある関係性を含んだ様々なメタデータも同時に表現する形式的手法のこと、を意味している。

## 予算
サイト構築に必要なソフトウェア開発の資金として、2007年に全米人文科学基金から約3万ドル（約300万円）のグラントを受けている。